# Boogie Pimps
Boogie Pimps es un dúo de música electrónica oriundo de Erfurt, Alemania. Estaba formado originalmente por los disc-jockeys Mark J Klak y Mirko Jacob.

## Historia
Su colaboración comenzó en el año 2000, cuando Mirko Jacob comenzó a actuar en el JoueJoueClub de Klak en Erfurt. Desde entonces, Jacob dejó el grupo y su lugar lo ocupó el australiano Jon Henderson.
En otoño de 2003, Boogie Pimps lanzó su primer sencillo, un remix de la versión de Jefferson Airplane de la canción «Somebody to Love» de la banda The Great Society. En enero de 2004, la canción entró en el top 10 de la lista de sencillos del Reino Unido. El video musical de «Somebody to Love» presenta a varios bebés saltando en paracaídas desde un avión hacia una mujer (Natasha Mealey) acostada en ropa interior en un paisaje montañoso cubierto de hierba, mientras canta la canción.
Su segundo sencillo, «Sunny», también es una versión, originalmente grabada por Bobby Hebb.
En 2004, aparecieron en una etiqueta en blanco, que no fue muy difundida, bajo el seudónimo «Pimps Guerilla». Interpretaron canciones como «Right Out of Here» y «Make 'em Drop». Si bien la segunda canción apareció en algunas compilaciones, pero la primera no está disponible comercialmente, con la excepción de las etiquetas blancas. Esto se debe a razones legales, ya que se tomaron muestras de extractos de letras y melodías del final de «Bohemian Rhapsody» de Queen.

## Discografía

### Álbumes de estudio
- 2012: In Pimps We Trust - The Album

### Sencillos
- 2003: «Somebody to Love» - #3 UK,[1] BPI: Plata, #10 AUS[2]
- 2004: «Sunny» - #10 UK,[1] #23 AUS[2]
- 2006: «The Music in Me»
- 2007: God's Pimp - The Electronic EP [Pussy Lounge, Vol. 2]
- 2007: «Then Came You»
- 2008: «Gang Bang»
- 2009: The Fresh EP
- 2009: «Promised Land»
- 2009: «PeeBoy»
- 2010: «All Day and All of the Night»
- 2011: «Knocking» (con Darryl Pandy)
- 2011: Brown Paper EP
- 2012: «24Seven»

### Remixes
- 2018: Julien Scalzo y Ron Carroll - «It's You» (Boogie Pimps Remix)
- 2012: Murano meets Toka feat. Dumstruke - «Nachtleben» (Boogie Pimps Remix)
- 2012: Agente Greg & Terri B! - «Time Won't Wait» (Boogie Pimps Club Mix & Soulful House Mix)
- 2011: Tom Wax + Alex Stadler - «Welcome Back» (Boogie Pimps Remix)
- 2011: Tujamo - «Mombasa» (Boogie Pimps Remix)
- 2010: Sebastian Krieg & StrobeTwist - «In My Sobriety» (Boogie Pimps Remix)
- 2010: Francesco Gómez - «Primavera» feat. Lety (Boogie Pimps Remix)
- 2010: Kid Massive & Blacktron - «Turn it up» (Boogie Pimps Remix)
- 2010: Albin Myers + Dabruck & Klein - «Loenneberga» (Boogie Pimps Remix)
- 2010: Peter Brown & Jonathan Ulysses - «No Friends» (Boogie Pimps Remix)
- 2010: Dirty Funker - «Flat Beat» (Boogie Pimps Remix)
- 2009: Sharam (Deep Dish) feat. Kid Cudi - «She Came Along» (Boogie Pimps Remix)
- 2009: DBN - «Jack is Back» (Boogie Pimps Remix)
- 2009: Tune Brothers - «Finally 2009» (Boogie Pimps Remix)
- 2009: Disco Dice - «Let's Have a Party» (Boogie Pimps Remix)
- 2009: Rosenstolz - «Blaue Flecken» (Boogie Pimps Remix)
- 2009: Rosenstolz - «Blaue Flecken» (Boogie Pimps Dub Remix)
- 2009: DJ P.i.P. - «Yostar» (Boogie Pimps Remix)
- 2008: Marshall Jefferson vs. Noosa Heads - «Mushrooms» (Boogie Pimps Rmx)
- 2008: Twisted Society vs. Bilingual Freaks - «Nasty Seven» (Boogie Pimps Remix)
- 2007: De Jeugd van Tegenwoordig - «Watskeburt» (Boogie Pimps Rmx)
- 2007: Diego Ray - «Afterlite» (Boogie Pimps Rmx)
- 2006: Rosenstolz - «Wir sind wir» (Boogie Pimps Rmx)
- 2006: Shibuku - «Crazy Situation» (Boogie Pimps Rmx)
- 2005: Milk & Sugar - «What is Love» (Boogie Pimps Rmx)
- 2005: Villa & Gant - «Wind Him Up» (Boogie Pimps Rmx)
- 2005: Voodoo & Serano - «Don't You Know» (Boogie Pimps Rmx)
- 2004: Rosenstolz - «Ich komm an Dir nicht weiter» (Boogie Pimps Rmx)
- 2004: KLF - «Build a Fire» (Boogie Pimps Rmx)
- 2003: Kay Cee - «The Truth» (Boogie Pimps Rmx)
- 2003: Wackside vs. Chic - «Le Freak» (Boogie Pimps Rmx)
- 2003: Mondo Grande - «Mondo Grande» (Boogie Pimps Rmx)
- 2003: Jason Nevins - «I'm in Heaven» (Boogie Pimps Rmx)